# Edward St Maur
Edward Adolphus St Maur (24 février 1775 - 15 août 1855) est un propriétaire britannique et un mathématicien amateur.

## Biographie
Il est né à Monkton Farleigh dans le Wiltshire, fils et héritier de Webb Seymour (10e duc de Somerset) (1718-1793) de son épouse Mary Bonnell, fille de John Bonnell, de Stanton Harcourt, Oxfordshire. Il est baptisé le 4 avril 1775 à Monkton Farleigh, avec le nom d’Edward Adolphus Seymour, mais plus tard, il change pour Edward Adolphus St. Maur, dans la conviction que c'est la forme ancienne originale du nom.
En 1793, il succède à son père comme duc. En 1795, en compagnie du révérend John Henry Michell, il entreprend une tournée en Angleterre, au pays de Galles et en Écosse, qu'il enregistre dans un journal publié en 1845 . La tournée le mène jusqu'aux îles de Staffa et Iona aux Hébrides. Il est un patron de l'Église libre d'Angleterre. Mathématicien de talent, il est président de la Linnean Society of London de 1834 à 1837 et président de la Royal Institution de 1826 à 1842. Il est également membre de la Royal Society. En 1837, il est fait chevalier de la jarretière par la reine Victoria.

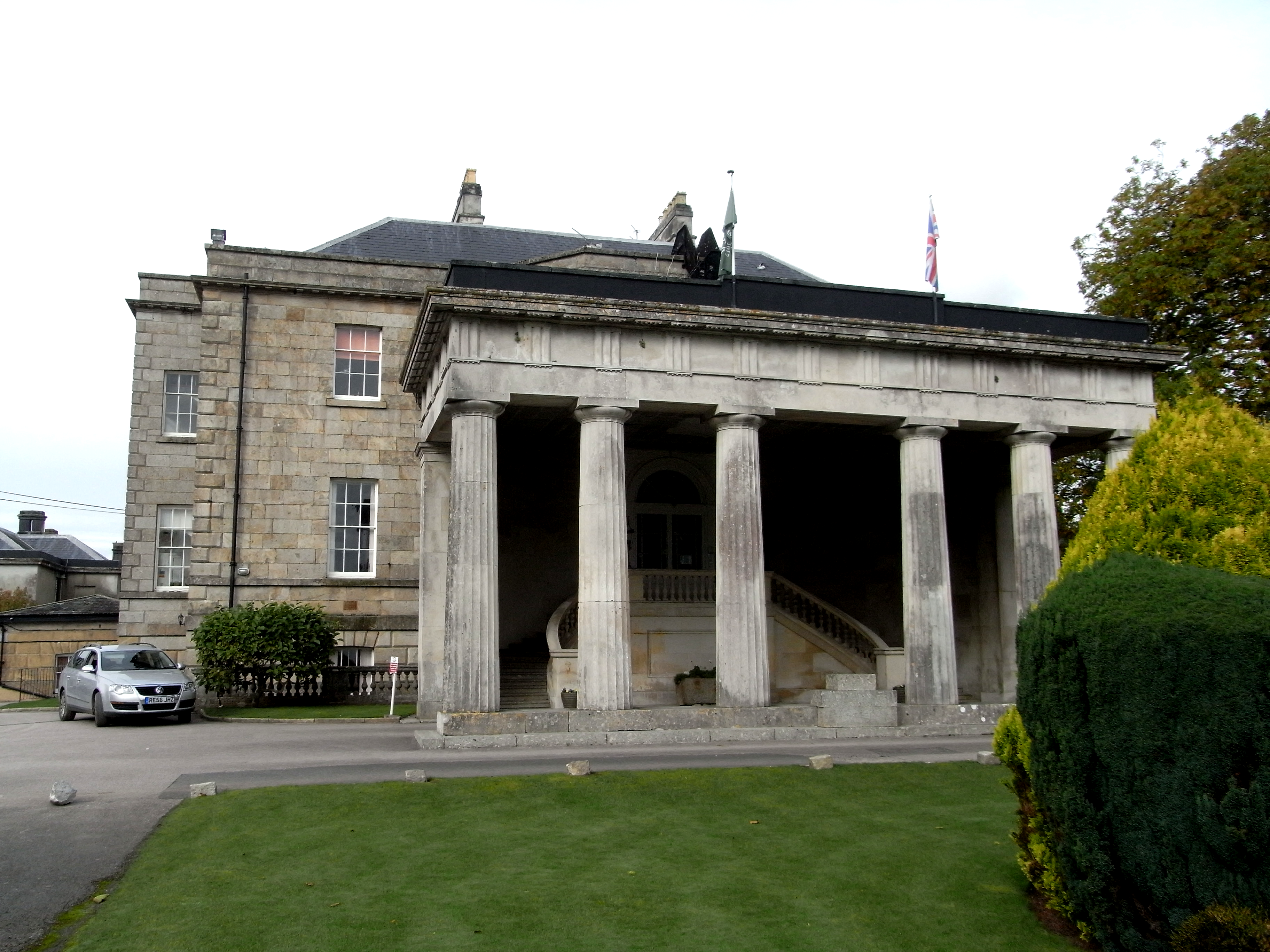
Stover House, montrant la porte cochère dominante ajoutée par le 11e duc

En 1808, il achète une maison de ville londonienne sur Park Lane qu'il nomme Somerset House et où il passe une grande partie de son temps . En 1829, il achète également à George Templer (1781-1843) le domaine de Stover dans le Devonshire, dans la paroisse de Teigngrace, près de Newton Abbot, et en fait sa résidence principale et y garde des peintures de Rubens, Lawrence et Reynolds. Le domaine de Stover comprend les carrières de Stover Canal et Haytor et le tramway Haytor Granite. Il ajoute une grande porte cochère à colonnes doriques à Stover House et construit un pavillon d'entrée assorti.

## Famille
Il se marie à deux reprises, le 24 juin 1800, avec lady Charlotte Douglas-Hamilton (6 avril 1772 - Somerset House, Park Lane, Londres, 10 juin 1827), fille d'Archibald Hamilton (9e duc de Hamilton), dont il a sept enfants:
- Edward Seymour (12e duc de Somerset) (20 décembre 1804 - 28 décembre 1885), fils aîné et héritier de Stover House (en). Il s'est marié en dessous sa position sociale, selon l'opinion de ses proches, et est décédé sans enfant survivant. À sa mort, le duché passe légalement à son héritier, son frère cadet, avec lequel il a développé une inimitié due au fait que ce dernier a qualifié sa femme Georgiana Sheridan (en) de "mendiante gourmande de race basse, dont le seul but était de mettre la main sur la propriété et la laisser loin des héritiers directs "[6]. Le 12e duc lègue Stover et son contenu inestimable, notamment les trésors de Hamilton, en fiducie à son petit-fils illégitime Harold St. Maur, ce qui provoque un tollé de la part de son frère cadet, le 13e duc, qui considère ces trésors comme des héritages de famille[6].
- Archibald Seymour (13e duc de Somerset) (30 décembre 1810 - 12 janvier 1891), deuxième fils, qui succède à son frère sans enfant dans le duché.
- Algernon St Maur (14e duc de Somerset) (22 décembre 1813 - 2 octobre 1894)
- Lady Charlotte Jane Seymour (1803 - 7 octobre 1889), mariée le 31 mars 1839 à William Blount (décédé le 27 juillet 1885), de Orelton, Herefordshire
- Lady Jane Wilhelmina Seymour
- Lady Anna Maria Jane Seymour (décédée le 23 septembre 1873), mariée le 13 septembre 1838 à William Tollemache (7 novembre 1810 - 17 mars 1886), fils de l'hon. Charles Manners Tollemache des comtes de Dysart par son épouse Gertrude Florinda Gardiner.
- Lady Henrietta Seymour

Après le décès de sa première femme en 1827, il se remarie le 28 juillet 1836 à Marylebone, Portland Place, Londres, avec Margaret Shaw-Stewart, fille de Sir Michael Shaw-Stewart, 5e baronnet de Blackhall, Renfrewshire, et de son épouse Catherine Maxwell, fille de Sir William Maxwell, 3e baronnet. Le mariage est sans enfant .
Il meurt à Somerset House, à Londres, en août 1855, à l'âge de 80 ans. Il est inhumé au Cimetière de Kensal Green à Londres. Margaret, sa seconde épouse, décède à Somerset House le 18 juillet 1880 et est enterrée avec son mari.